# Porcino
Porcino è il nome comune di alcune specie di funghi del genere Boletus, spesso attribuito, anche come denominazione merceologica, a quattro specie commestibili di boleti (la sezione Edules del genere Boletus) facenti capo al Boletus edulis e aventi caratteristiche morfologiche e organolettiche vagamente simili.

## Tassonomia

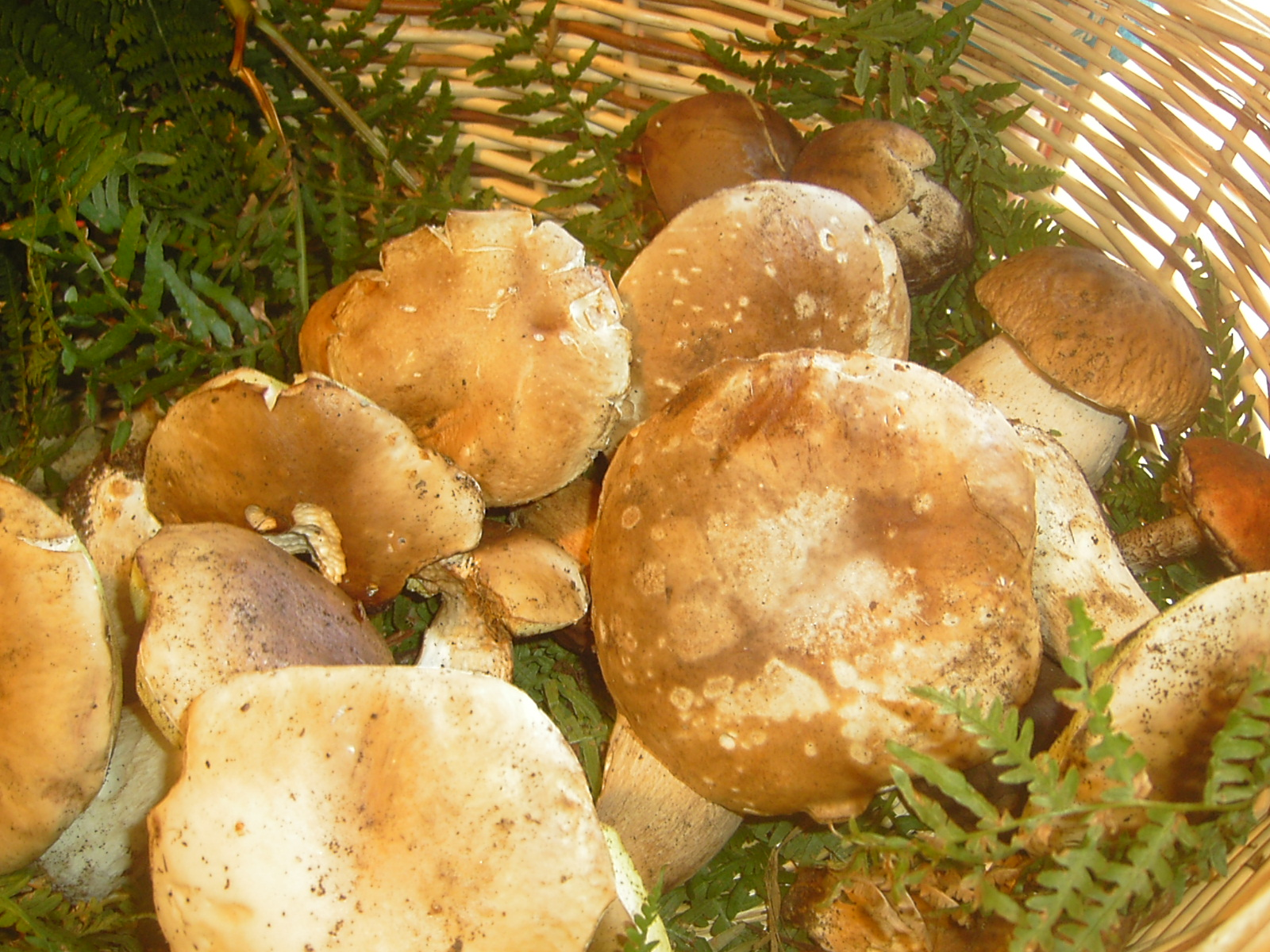
Porcini

Le specie codificate dalla micologia corrente e che gli esperti sono in grado di riconoscere a prima vista per le loro caratteristiche esteriori chiaramente diverse, sono quattro:
- Boletus edulis, Bulliard: Fries
Nomi popolari: brisa, bastardo, fungo di macchia, moccicone, settembrino
- Boletus aereus, Bulliard: Fries
Nomi popolari: bronzino, fungo nero, cerrino (Toscana), fungo di scopa, moreccio, scopino, reale (Sardegna)

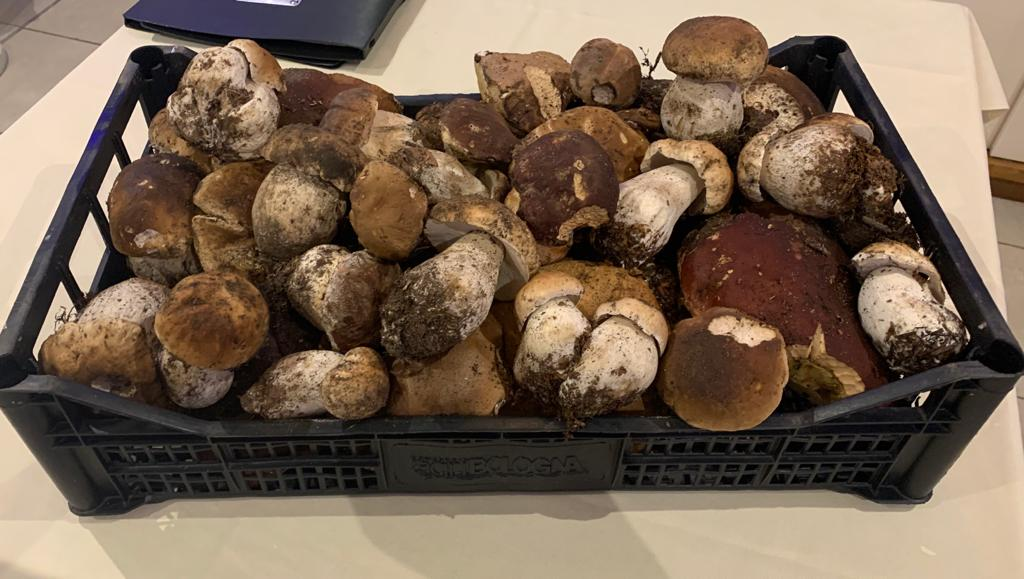
Cassetta di porcini appena raccolti

- Cassetta di porcini appena raccoltiBoletus aestivalis (ex reticulatus), (Paulet) Fries
Nomi popolari: ceppatello, estatino, fungo bianco, stataiolo, porcino d'estate
- Boletus pinophilus (ex pinicola), Pilát & Dermek
Nomi popolari: capo rosso, fungo da freddo, porcino dei pini.

## Descrizione
Si trova soprattutto nei boschi di querce e di castagno della pianura, e nelle faggete e abetaie di alta montagna. Si tratta di funghi simbionti, gregari, che possono svilupparsi in gruppi di molti esemplari. Di solito nascono tra maggio e giugno, e diventano visibili nel bosco già ad agosto (se la stagione prevede le giuste piogge), anche se è tra settembre e ottobre che la loro presenza è all'apice.
Gli antichi Romani chiamavano questi funghi Suillus per il loro aspetto generalmente tozzo e massiccio, e il termine porcino ne è l'esatta traduzione. Possono raggiungere facilmente grandi dimensioni: sono frequenti ritrovamenti di esemplari di peso superiore a uno o due chilogrammi.

## Caratteri comuni
Cappello
Emisferico da giovane, spesso, carnoso, col margine chiuso sul gambo, poi spianato e infine con i lobi rialzati. Carne dapprima soda, poi molle, bianca. 
- Dimensioni: larghezza mm 50-250 (350) mm, spessore 30-70 (100) mm.

Imenio
Tubuli lunghi, pori piccoli. In gioventù bianchi, poi gialli e infine verde oliva.
Spore
Brunastre oppure oliva.
Gambo

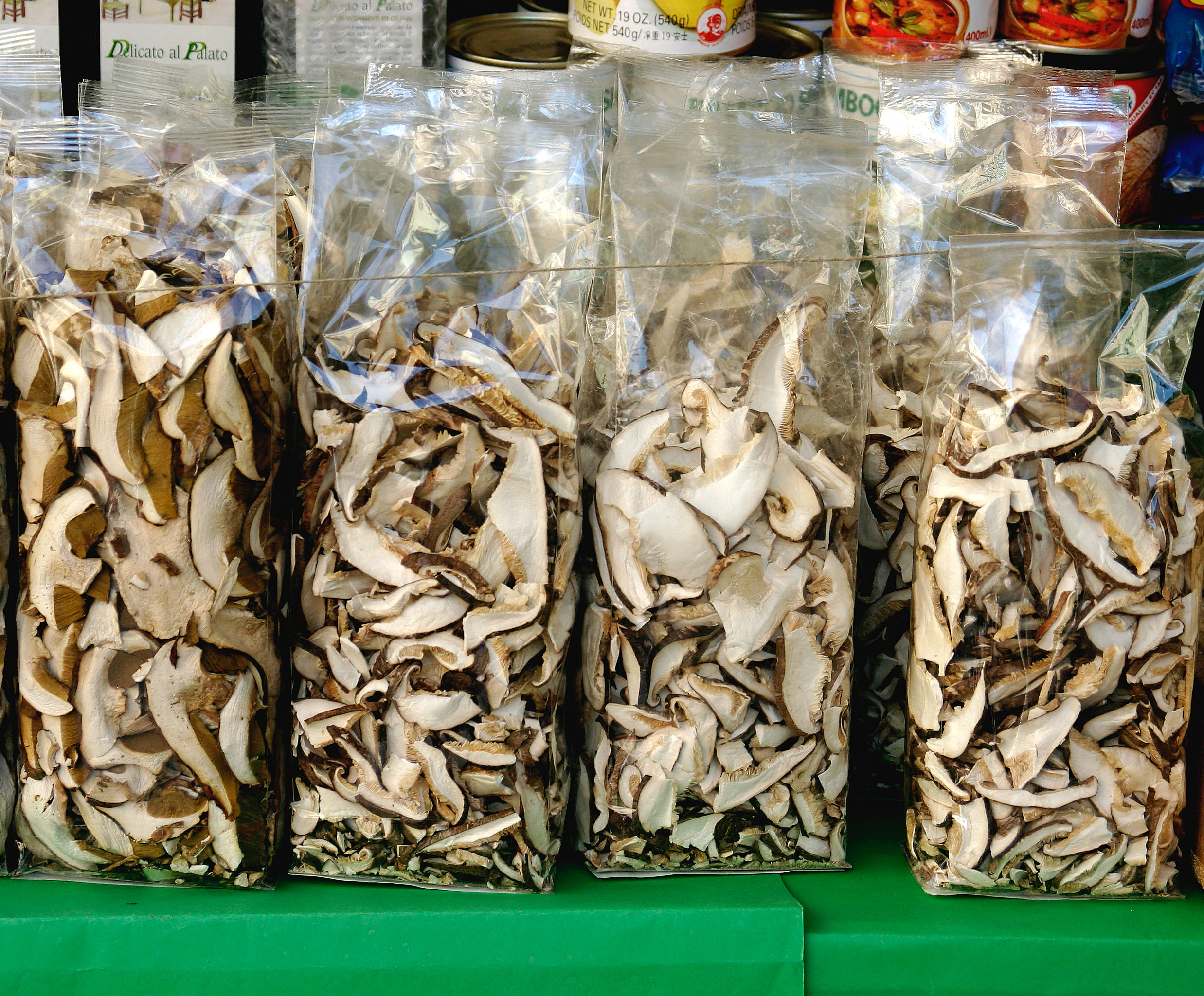
Porcini venduti essiccati

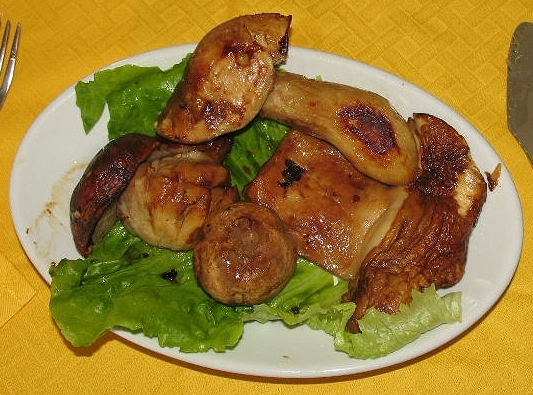
Fritto di porcini

Robusto carnoso, dapprima tozzo, poi slanciato, spesso ingrossato alla base.

Da bianco a color beige. Con reticolo più o meno esteso, dapprima chiaro, poi tendente ad assumere le tonalità di colore del cappello.
Commestibilità

Eccellente.

Alcuni fanno distinzioni a seconda del profumo o della consistenza della carne. Nel complesso però le differenze sono minime.

In generale si può dire che B. aereus e B. aestivalis hanno gusto e profumo più marcati, ma carne meno soda. 
Mentre B. edulis e B. pinophilus sono meno saporiti ma più sodi e quindi molto adatti per la conservazione sott'olio.

## Caratteri distintivi

### Cuticola
- Edulis - Cerosa, spesso grinzosa, a tempo umido (molto) viscosa (da cui moccicone), eccedente il cappello stesso con un sottile margine chiaro. Colore da bianchiccio a citrino a marrone anche molto scuro, quasi nero, talvolta con tonalità rossicce.
- Aereus - Finemente vellutata, da color ocra (aereus = color dell’oro) a nera. A maturazione grigio-nera, senza o con fiammature ocra.
- Aestivalis - Leggermente vellutata color nocciola fino a marrone scuro. Anche ocra-rossiccio, da giovane e con tempo umido. Con tempo secco tende a divenire color beige chiaro e a dividersi in areole che lasciano intravedere il bianco della carne sottostante.
- Pinophilus - Piuttosto umida, grinzosa da giovane. Colore rosso granata o cuoio. In età giovanile il bordo del cappello è cosparso di una finissima pruina biancastra che può, combinata col colore rossiccio del fondo, assumere tonalità azzurro-verdastre.

### Carne
Bianca e immutabile.
- Edulis - Con uno strato color rosa-violaceo più o meno spesso sotto la cuticola.
  - Odore: grato.
  - Sapore: dolciastro.
- Aereus
  - Odore: gradevole.
  - Sapore: dolciastro.
- Aestivalis - Talvolta di colore giallo chiaro nello strato a contatto coi tubuli. Facilmente attaccata da larve di insetti, soprattutto con tempo asciutto.
  - Odore: molto intenso.
  - Sapore: dolciastro.
- Pinophilus - Sottile strato rossastro sotto la cuticola.
  - Odore: un po' acuto, caratteristico.
  - Sapore: dolce ma che risente dell'odore.

### Habitat
Ubiquitario. Tipico delle foreste di abeti bianchi e di abeti rossi, delle faggete e in molte zone anche del castagno. Al Nord nasce anche sotto pini e betulle. Con stagione favorevole la nascita ha inizio verso la metà di luglio e può prolungarsi fino a novembre inoltrato o fino alla comparsa dei primi freddi.
- Boletus aereus -  Simbionte delle latifoglie di ambiente mediterraneo, castagni, querce varie, compresi cerri, lecci e sughere, soprattutto con sottobosco di scopa. Può apparire alla metà di giugno ma è tipico della tarda estate e dell'autunno.
- Boletus aestivalis - Nasce sotto latifoglie (querce, castagni, faggi) e nelle annate favorevoli anche sotto abeti. Spesso i primi esemplari si trovano alla metà di maggio. Gli ultimi agli inizi di novembre, nelle stazioni collinari o di pianura delle zone calde del Sud e verso il mare.
- Boletus pinophilus - Nasce sotto faggi, castagni e abeti. Al Nord anche sotto pini (da cui il nome). Predilige il sottobosco di mirtillo ma non disdegna altri ambienti (alcune zone del Pratomagno, in Toscana, ne sono ricche pur essendo del tutto assente il mirtillo). Fa la sua prima comparsa in tarda primavera e in condizioni favorevoli può nascere in alta quota per tutta l'estate fino ai primi di novembre.

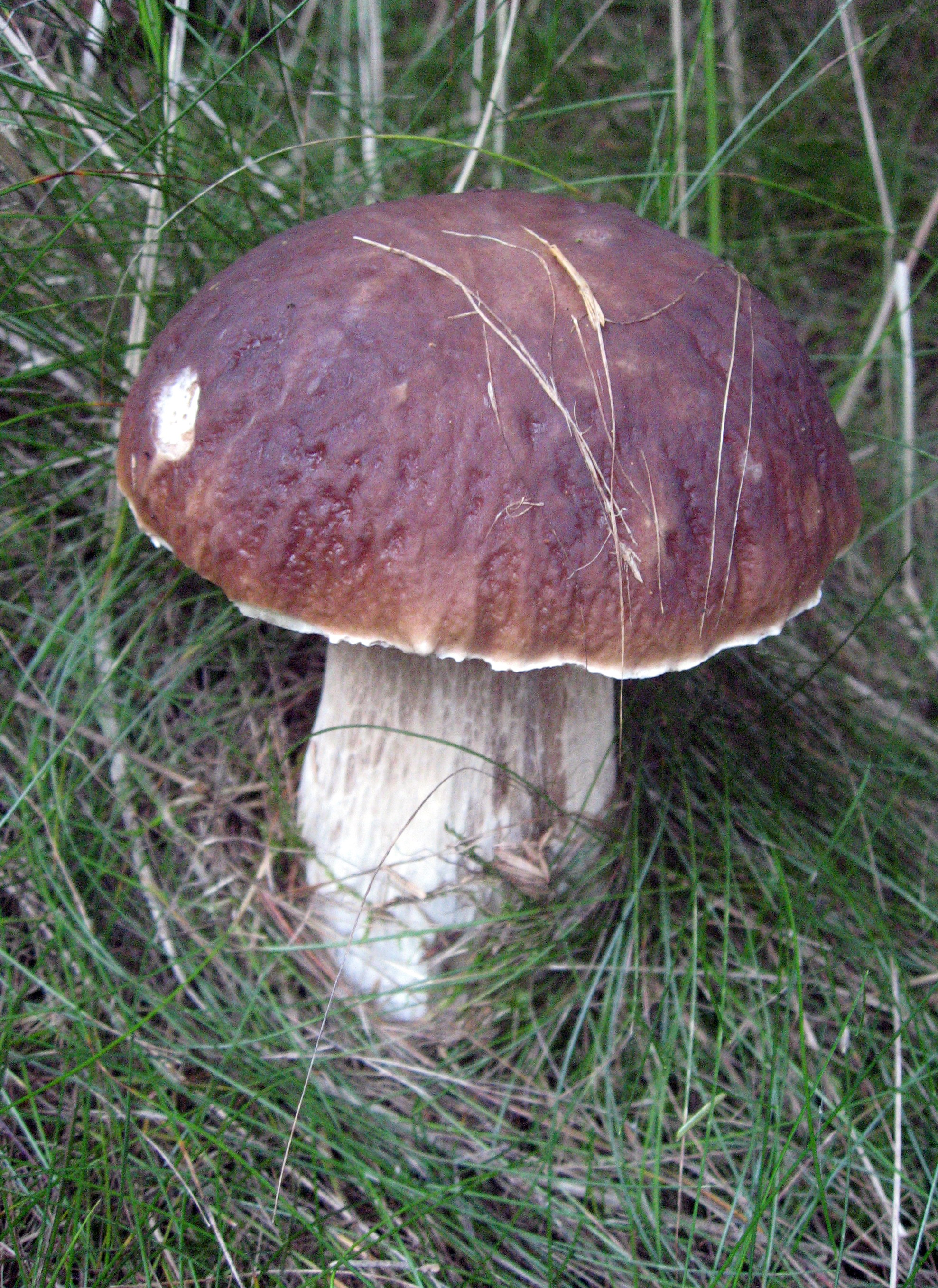
Boletus edulis
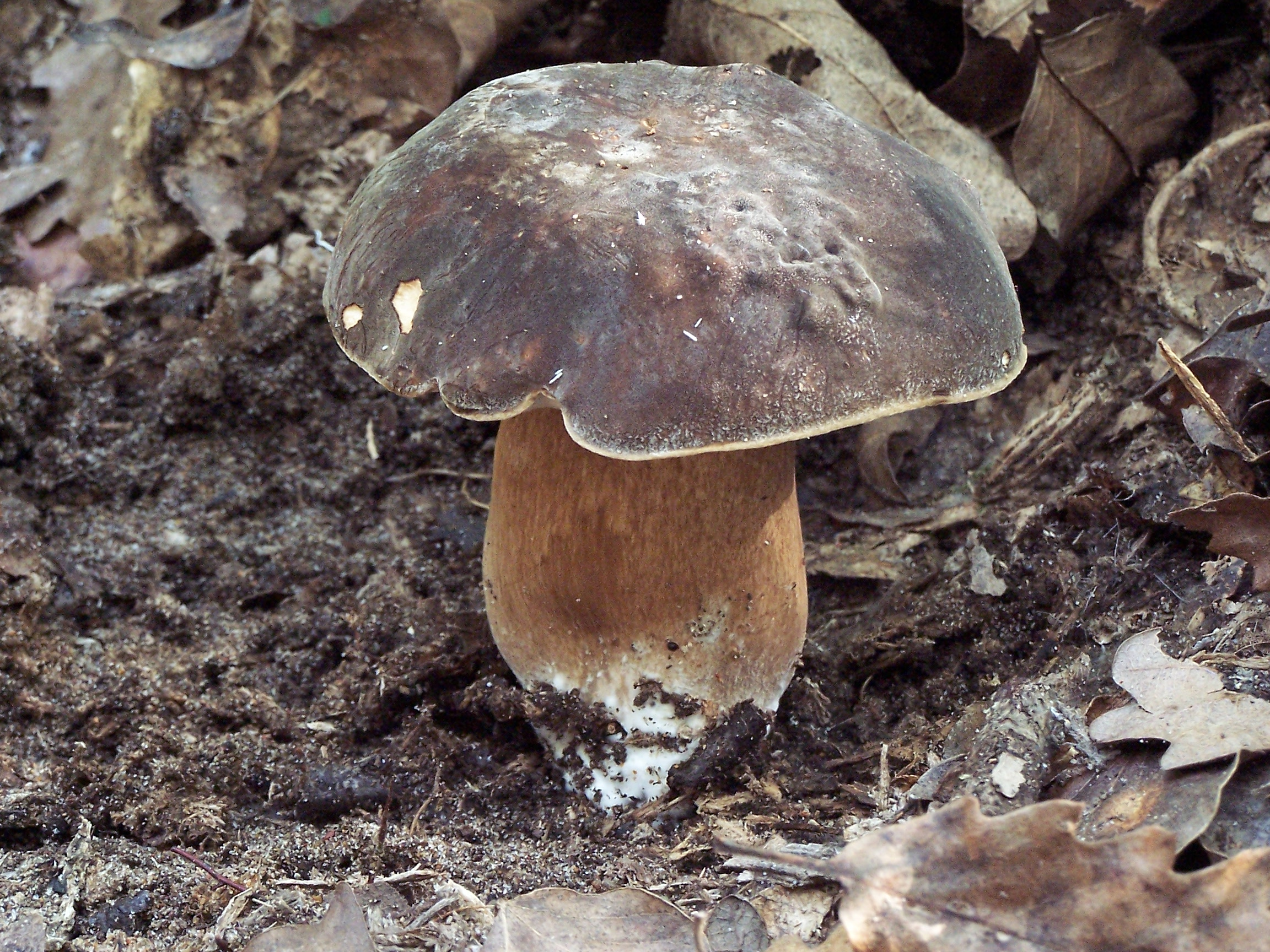
Boletus aereus
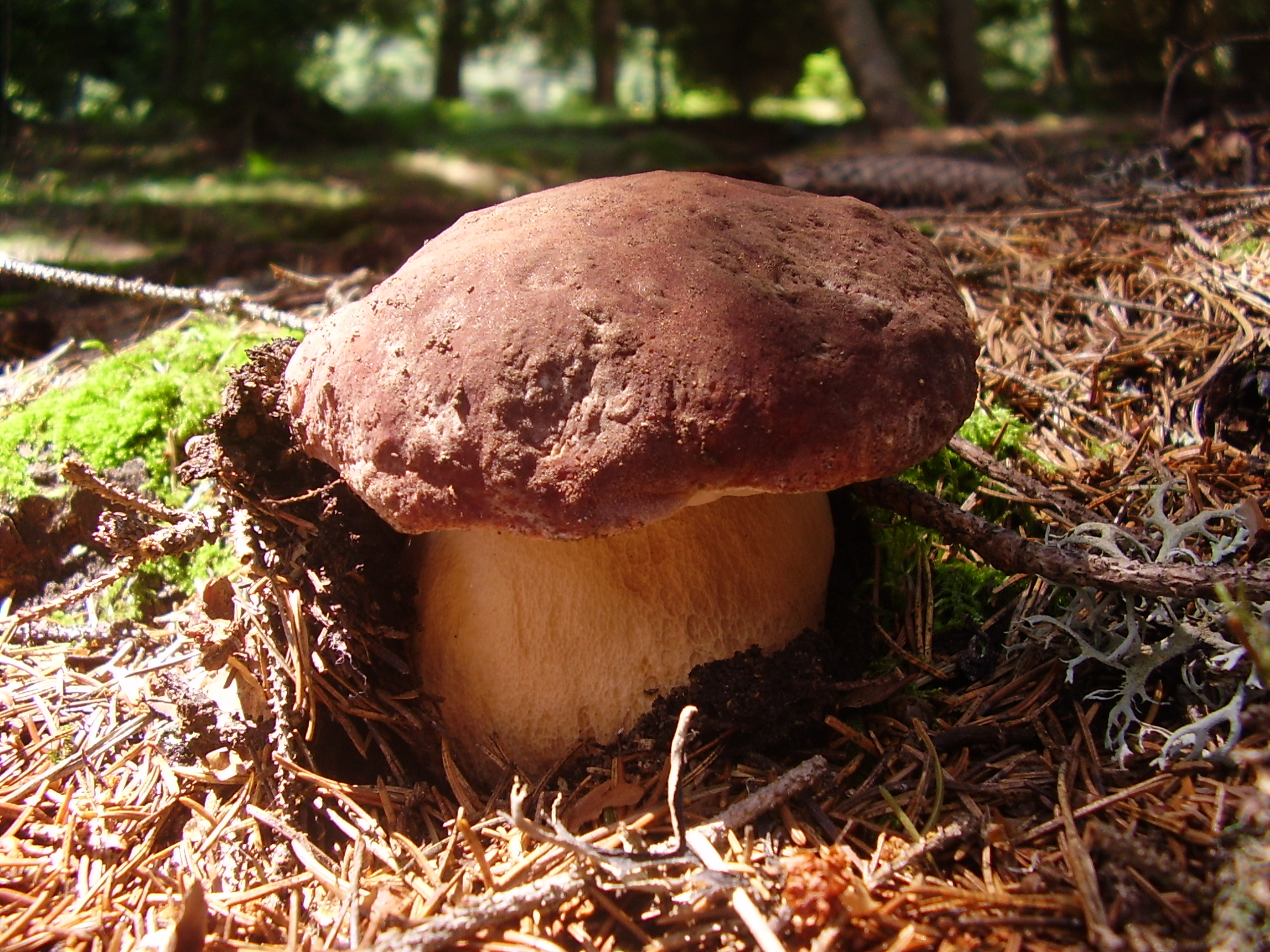
Boletus pinophilus
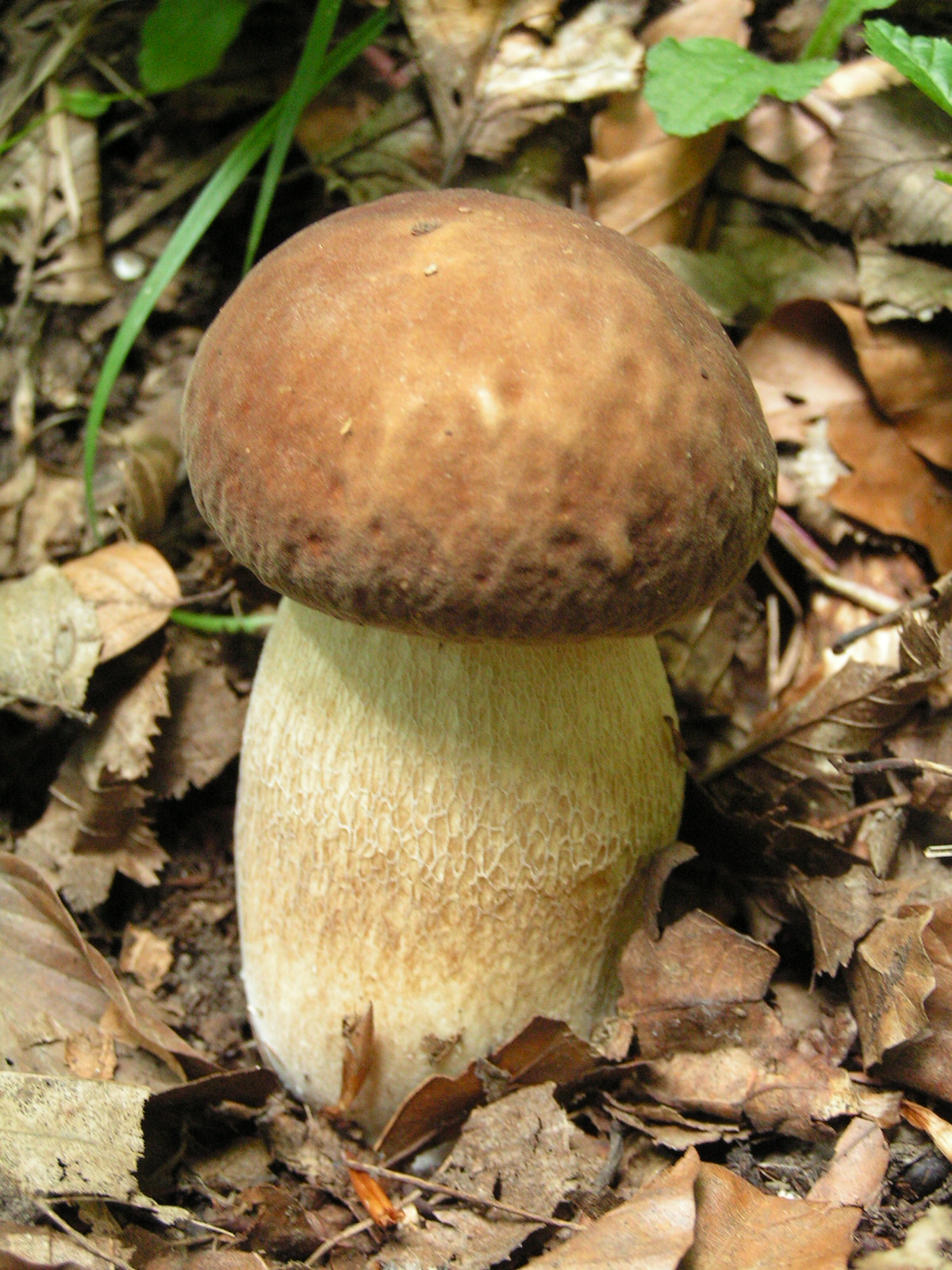
Boletus aestivalis

## Funghi velenosi simili

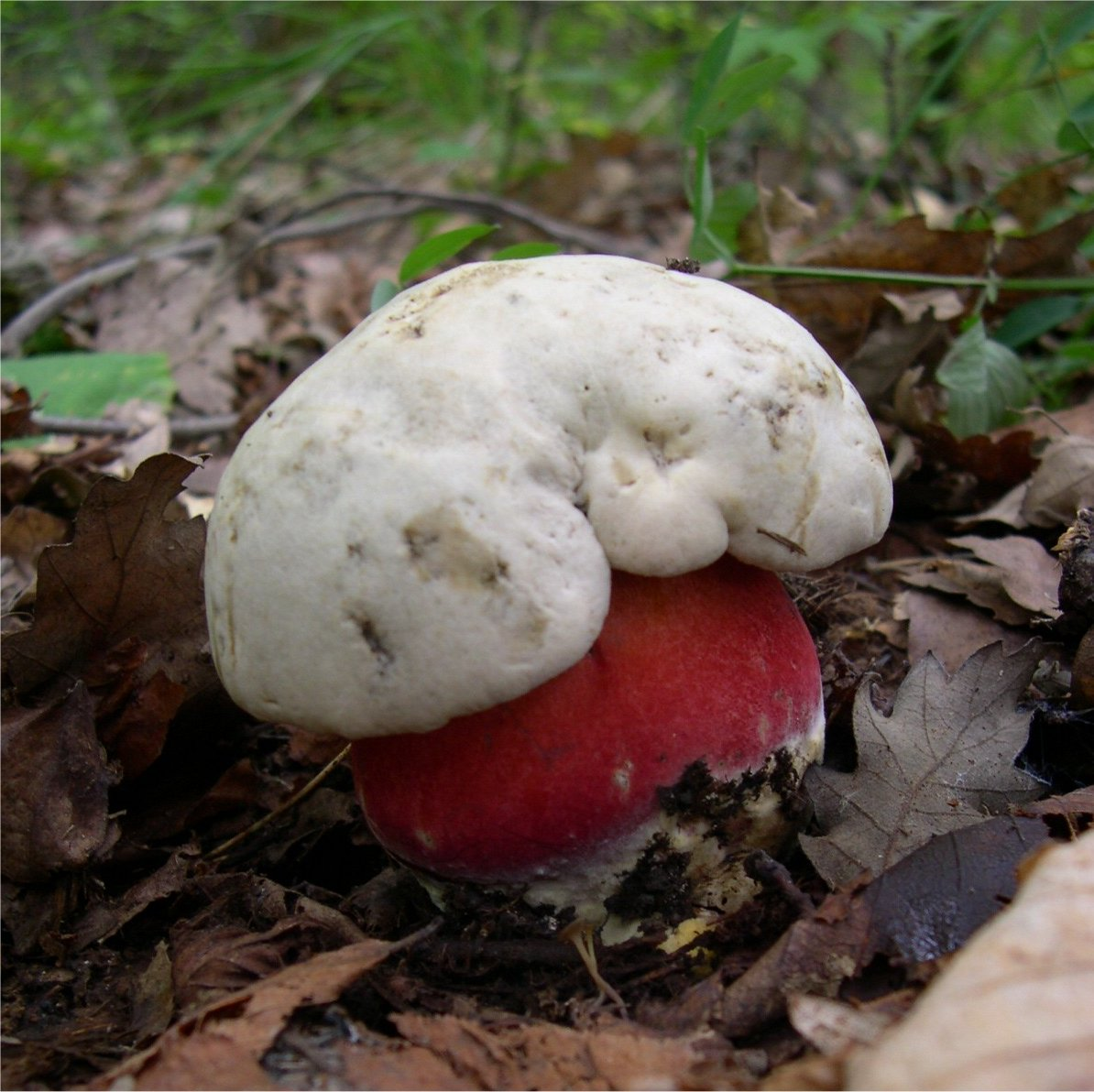
Un Rubroboletus satanas, esponente velenoso della famiglia Boletaceae

Per evitare intossicazioni, occorre controllare prima di tutto che la carne sia bianca e non cambi colore al taglio (viraggio). Se il fungo vira di colore (solitamente al rossastro, al blu o al verde, più o meno carichi) o ha il gambo giallo o rosso, possiamo essere certi che non si tratti di un porcino, ma di un'altra specie.
Il fatto che la carne sia "virante" non significa che il boleto in questione non possa essere commestibile (ad esempio il Neoboletus erythropus possiede una carne che vira con grande rapidità al verde/blu ma è commestibile dopo accurata cottura).
Di seguito alcuni esempi di funghi tossici simili:
- Boletus huronensis, tossico, diffuso in Nord America, pur essendo estremamente simile ai porcini, si può distinguere tramite sfregamento dell'imenio, che vira al blu/verde.

- Rubroboletus satanas, estremamente tossico, chiamato volgarmente "porcino malefico". Possiede cappello e gambo molto grossi e compatti. Il colore della cuticola è biancastro, i pori rossi (occasionalmente giallastri), il gambo rosso con l'apice giallo; la carne è gialla e alla frattura vira al bluastro. Raggiunge le dimensioni massime dei boleti ma ha il gambo più tozzo per cui è ancora più massiccio e pesante dei normali porcini. Nasce in boschi di latifoglie, con preferenza per le posizioni asciutte, nella tarda estate.

- Caloboletus calopus, non commestibile, con carne virante e di sapore molto amaro, di sospetta tossicità, che si distingue però facilmente per la presenza di pori gialli e per via del gambo che è meno obeso di quello del R. satanas.

- Tylopilus felleus, non commestibile, di dimensioni mediamente più piccole. Si tratta di un fungo amarissimo, che si distingue dai porcini sia per i pori sia, nel fungo maturo, da bianchi diventano rosati e poi nerastri, sia per l'ampio reticolo a maglie larghe ben visibile sul gambo.